# Aurau
Aurau (in der Mundart ebenso ausgesprochen) ist ein Gemeindeteil der Gemeinde Büchenbach im Landkreis Roth (Mittelfranken, Bayern). Die Gemarkung Aurau liegt teils auf dem Gemeindegebiet von Büchenbach, teils auf dem Gemeindegebiet von Abenberg. Sie hat eine Fläche von 12,232 km² und ist in 2027 Flurstücke aufgeteilt, die eine durchschnittliche Fläche von 6034,69 m² haben. In ihr liegen neben dem namensgebenden Ort die Gemeindeteile Asbach, Bechhofen, Kleinabenberg und Louisenau.

## Geografie
Das Dorf liegt am Listenbach, einem rechten Zufluss der Aurach. Im Südwesten liegt das Flurgebiet „Moos“, im Nordosten das Flurgebiet „Bachwiesleite“, im Südosten das Waldgebiet „Hermeslohe“. Die Staatsstraße 2220 umgeht den Ort südlich und führt nach Kleinabenberg (2,5 km westlich) bzw. nach Rothaurach (2,6 km östlich). Die Staatsstraße 2224 führt an der Hebresmühle vorbei nach Breitenlohe (1,8 km nördlich) bzw. am Weinmannshof vorbei nach Rittersbach (2,8 km südlich). Eine Gemeindeverbindungsstraße führt nach Asbach (1,2 km südwestlich).

## Geschichte
Im Jahre 1309 wurde der Ort erstmals als „Aurau“ erwähnt, höchstwahrscheinlich mit der Bedeutung „Auerochsenweide“. Der Ort befand sich auf einem Gebiet, das ursprünglich den Herren von Abenberg gehörte und mit deren Aussterben um 1200 an die Burggrafschaft Nürnberg fiel. 1309 und 1380 kam das Klarissenkloster in Nürnberg in Besitz von insgesamt drei Gütern. Auch das Fürstentum Ansbach war im Ort begütert. Vier von diesen Gütern wurden im Zeitraum von 1544 bis 1802 an die Nürnberger Patrizier Kreß von Kressenstein verkauft. Im 16. Jahrhundert erwarb schließlich das Hochstift Eichstätt einen Hof. Die Dorfherrschaft übernahm das Klarissenkloster, was aber vom Fürstentum Ansbach bestritten wurde. Im Jahr 1608 wie auch 1697 wurden für den Ort 14 Anwesen (zwei Mühlen, sieben Höfe, fünf Güter) angegeben. Fünf Anwesen unterstanden dem St.-Klara-Klosteramt, sechs Anwesen dem Nürnberger Eigenherrn Kreß von Kressenstein, zwei Anwesen dem Fürstentum Ansbach und ein Anwesen dem Hochstift Eichstätt.
Auch gegen Ende des 18. Jahrhunderts gab es in Aurau 14 Anwesen und ein Gemeindehirtenhaus. Das Hochgericht übte das brandenburg-ansbachische Oberamt Schwabach aus. Die Dorf- und Gemeindeherrschaft war strittig zwischen dem brandenburg-ansbachischen Kastenamt Roth und dem St.-Klara-Klosteramt der Reichsstadt Nürnberg. Grundherren waren das Kastenamt Schwabach (1 Gut mit Zapfenwirtschaft, 1 Mahlmühle, beide der Büchenbacher Kirche lehen- und zinsbar), das eichstättische Kastenamt Abenberg (1 Gütlein), das St. Klara-Klosteramt (3 Ganzhöfe, 2 Köblergüter) und der Nürnberger Eigenherr Kreß von Kressenstein (4 Ganzhöfe, 1 Halbhof, 1 Köblergut). 1799 gab es im Ort 13 Anwesen. Haupterwerbsquelle zu dieser Zeit war der Hopfenanbau.
Im Jahre 1806 kam Aurau an das Königreich Bayern. Im Rahmen des Gemeindeedikts wurde 1808 der Steuerdistrikt Asbach gebildet, zu dem Aurau, Bechhofen, Kleinabenberg und Louisenau gehörten. 1811 entstand die Ruralgemeinde Aurau, die deckungsgleich mit dem Steuerdistrikt Asbach war. Sie war in Verwaltung und Gerichtsbarkeit dem Landgericht Pleinfeld (1858 in Landgericht Roth umbenannt) zugeordnet und in der Finanzverwaltung dem Rentamt Spalt (1919 in Finanzamt Spalt umbenannt). Fünf Anwesen in Aurau unterstanden jedoch bis 1813 in der freiwilligen Gerichtsbarkeit dem Patrimonialgericht Dürrenmungenau. Ab 1862 gehörte Aurau zum Bezirksamt Schwabach (1938 in Landkreis Schwabach umbenannt). Die Gerichtsbarkeit blieb beim Landgericht Roth (1879 in Amtsgericht Roth umbenannt), seit 1970 ist das Amtsgericht Schwabach zuständig. Im Jahre 1932 wurde das Finanzamt Spalt aufgelöst. Seitdem gehörte Aurau zum Sprengel des Finanzamtes Schwabach. Die Gemeinde hatte eine Gebietsfläche von 12,230 km².
Im Zuge der Gebietsreform in Bayern wurde die Gemeinde Aurau am 30. Juni 1972 aufgelöst: Aurau und Asbach wurden in die Gemeinde Büchenbach eingegliedert, Bechhofen, Kleinabenberg und Louisenau in die Stadt Abenberg.
Von besonderer Bedeutung ist in Aurau nach wie vor der Hopfenanbau.

### Baudenkmäler
In Aurau gibt es sieben Baudenkmäler:
- Dreiseithöfe
- Hopfenbauernhäuser
- Bauernhäuser
- Gedenkstein

### Einwohnerentwicklung
Gemeinde Aurau
| Jahr      | 1818   | 1840   | 1852   | 1855   | 1861   | 1867   | 1871   | 1875   | 1880   | 1885   | 1890   | 1895   | 1900   | 1905   | 1910   | 1919   | 1925   | 1933   | 1939   | 1946   | 1950   | 1952   | 1961   | 1970   |
| Einwohner | 277    | 290    | 348    | 373    | 375    | 395    | 369    | 367    | 371    | 400    | 384    | 393    | 379    | 401    | 383    | 405    | 428    | 379    | 351    | 478    | 457    | 399    | 461    | 486    |
| Häuser    | 51     | 54     |        |        |        |        | 71     |        |        | 72     | 72     |        | 72     |        |        |        | 72     |        |        |        | 90     |        | 52     |        |
| Quelle    | [ 19 ] | [ 20 ] | [ 21 ] | [ 21 ] | [ 22 ] | [ 23 ] | [ 24 ] | [ 25 ] | [ 26 ] | [ 27 ] | [ 28 ] | [ 21 ] | [ 29 ] | [ 21 ] | [ 30 ] | [ 21 ] | [ 31 ] | [ 21 ] | [ 21 ] | [ 21 ] | [ 32 ] | [ 21 ] | [ 14 ] | [ 33 ] |

Ort Aurau
| Jahr      | 001818 | 001840 | 001861 | 001871 | 001885 | 001900 | 001925 | 001950 | 001961 | 001970 | 001987 | 002014 | 002019 |
| Einwohner | 93     | 119    | 143    | 138    | 131    | 136    | 153    | 176    | 135    | 123    | 185    | 256    | 255    |
| Häuser    | 17     | 20     |        |        | 24     | 24     | 24     | 26     | 24     |        | 52     |        |        |
| Quelle    | [ 19 ] | [ 20 ] | [ 22 ] | [ 24 ] | [ 27 ] | [ 29 ] | [ 31 ] | [ 32 ] | [ 14 ] | [ 33 ] | [ 34 ] | [ 35 ] | [ 35 ] |

## Religion
Der Ort ist seit der Reformation evangelisch-lutherisch geprägt und bis heute nach St. Willibald (Büchenbach) gepfarrt. Die Einwohner römisch-katholischer Konfession sind nach St. Jakobus (Abenberg) gepfarrt.